# Чусюн (місто)
Чусюн (кит. спр. 楚雄市, піньїнь: Chŭxióng Shì) — місто-повіт в китайській провінції Юньнань, адміністративний центр Чусюн-Їської автономної префектури.

## Географія
Чусюн розташовується на заході Юньнань-Гуйчжоуського плато — висота понад 1000 метрів над рівнем моря нівелює спекотний клімат низьких широт. На північному сході протікає річка Лунчуань, права притока річки Цзіньша (верхня течія Янцзи), на південному заході — річка Хонгха.

### Клімат
Місто знаходиться у зоні, котра характеризується океанічним кліматом субтропічних нагір'їв. Найтепліший місяць — травень із середньою температурою 22.44 °C. Найхолодніший місяць — січень, із середньою температурою 9.97 °С.
| Клімат Чусюна                | Клімат Чусюна | Клімат Чусюна | Клімат Чусюна | Клімат Чусюна | Клімат Чусюна | Клімат Чусюна | Клімат Чусюна | Клімат Чусюна | Клімат Чусюна | Клімат Чусюна | Клімат Чусюна | Клімат Чусюна | Клімат Чусюна |
| Показник                     | Січ.          | Лют.          | Бер.          | Квіт.         | Трав.         | Черв.         | Лип.          | Серп.         | Вер.          | Жовт.         | Лист.         | Груд.         | Рік           |
| Абсолютний максимум, °C      | 18            | 21            | 26            | 26            | 27            | 28            | 29            | 28            | 27            | 26            | 21            | 19            | 29            |
| Середній максимум, °C        | 15,6          | 19,3          | 22,5          | 25            | 26,9          | 25,6          | 24,7          | 25,4          | 23,7          | 21,1          | 19            | 15,5          | 22            |
| Середня температура, °C      | 10            | 12,9          | 16,8          | 20,1          | 22,4          | 22            | 21,2          | 21,6          | 20            | 17            | 13,9          | 10,4          | 17,3          |
| Середній мінімум, °C         | 1,4           | 2,6           | 6,8           | 10,7          | 13,8          | 16,2          | 16,1          | 15,4          | 14,3          | 10,6          | 6,2           | 2,9           | 9,8           |
| Абсолютний мінімум, °C       | −6            | −3            | 1             | 5             | 8             | 10            | 11            | 10            | 8             | 4             | 0             | −4            | −6            |
| Норма опадів, мм             | 44.8          | 11            | 24.8          | 41            | 67.5          | 247.3         | 241.5         | 233.8         | 161.4         | 98.1          | 25.3          | 21.7          | 1218.2        |
| Днів з опадами               | 5,9           | 2,6           | 4,6           | 7,2           | 10,3          | 23,5          | 26            | 24,5          | 22,6          | 14,6          | 5,4           | 4,3           | 151,5         |
| Вологість повітря, %         | 73.8          | 58.5          | 51.6          | 52.6          | 61.4          | 79.3          | 84.7          | 82.6          | 84.6          | 83.7          | 79            | 79.1          | 72.6          |
| ---------------------------- | ------------- | ------------- | ------------- | ------------- | ------------- | ------------- | ------------- | ------------- | ------------- | ------------- | ------------- | ------------- | ------------- |
| Джерело: Weather and Climate |               |               |               |               |               |               |               |               |               |               |               |               |               |